# Mammillaria oteroi
Mammillaria oteroi (укр. Мамілярія Отеро, мамілярія отерой) — сукулентна рослина з роду мамілярія (Mammillaria) родини кактусових (Cactaceae).

## Історія
Вид вперше описаний американськими ботаніками Чарльзом Едвардом Глассом (англ. Charles Edward Glass, 1934—1988) і Робертом Аланом Фостером (англ. Robert Alan Foster, 1938—2002) у 1975 році в журналі Американського товариства любителеів кактусів і сукулентів (англ. Cactus and Succulent Society of America) «Cactus and Succulent Journal».

## Етимологія
Видова назва дана на честь мексиканського збирача рослин Феліпе Отеро.

## Ареал і екологія
Mammillaria oteroi є ендемічною рослиною Мексики. Ареал розташований у штаті Оахака. Рослини зростають на висоті від 2300 до 1800 метрів над рівнем моря в дубових і ялівцевих лісах.

## Морфологічний опис
| Орган              | Опис                                                                                              |
| Рослини            | Рослини рясно кластеризуються з бічними пагонами, які легко відділяються.                         |
| Коріння            |                                                                                                   |
| Стебло             | кулясте, заввишки 2-3 см, в діаметрі 3-4 см.                                                      |
| Епідерміс          | блідо-зелений.                                                                                    |
| Маміли             | тонкі, в'ялі, циліндричні.                                                                        |
| Ареоли             |                                                                                                   |
| Аксили             | з пухом і декількома щетинками.                                                                   |
| Центральні колючки | 1, з міцними гачками, вертикальні, червонувато-коричневі з білуватою основою, до 11 мм завдовжки. |
| Радіальні колючки  | 12-14, білі з коричневими кінцями, завдовжки 6-8 мм.                                              |
| Квіти              | білі з коричневими центральними прожилками на пелюстках, завдовжки 15-16 мм, в діаметрі 7-8 мм.   |
| Бутони             |                                                                                                   |
| Зовнішні пелюстки  |                                                                                                   |
| Внутрішні пелюстки |                                                                                                   |
| Тичинки            |                                                                                                   |
| Маточка            |                                                                                                   |
| Плоди              | кулясті, яскраво-червоні, в діаметрі 7-8 мм.                                                      |
| Насіння            | чорне.                                                                                            |

## Чисельність, охоронний статус та заходи по збереженню
Mammillaria oteroi входить до Червоного списку Міжнародного союзу охорони природи уразливих видів (VU).
Вид має площу розміщення близько 5000 км². Чисельність дорослих особин оцінюється у 2500—10000 рослин. Ареал сильно фрагментований, вид відомий лише з п'яти місць. Триває зниження масштабів і якості середовища існування внаслідок вирубки лісів і збільшення ерозії ґрунтів, головною причиною чого є витоптування козами.
Mammillaria oteroi не представлена в жодній із захищених територій.
У Мексиці ця рослина занесена до Національного переліку видів, що перебувають під загрозою зникнення, де вона включена до категорії «Загрозливі».
Охороняється Конвенцією про міжнародну торгівлю видами дикої фауни і флори, що перебувають під загрозою зникнення (CITES).